# Umra
Umra – w islamie pielgrzymka indywidualna do Mekki, na którą – w odróżnieniu od hadżdżu – muzułmanin może udać się w dowolnym momencie roku (oprócz okresu hadżdżu). W odróżnieniu od hadżdżu, umra nie jest obowiązkowa, a jedynie zalecana przez Koran, i jest nazywana małą pielgrzymką. Jest pielgrzymką indywidualną, niemniej rytuały dokonywane w jej trakcie są bardzo zbliżone do rytuałów w trakcie hadżdżu, w efekcie czego możliwe jest odbycie umry w czasie hadżdżu, co w zależności od rodzaju łączenia jest określane jako ifrad, qiran lub tamattu. Pielgrzymujący dokonują m.in. siedmiu rytualnych okrążeń świątyni Al-Kaba i ucałowania hadżaru; pielgrzymują również do grobu proroka Mahometa w Medynie. Umra jest stosowana od czasów Mahometa, stanowiąc kombinację różnych przedmuzułmańskich rytuałów, które zreinterpretowano na potrzeby nowej religii.